# Surichange Bank
De Surichange Bank NV (SCB) is een Surinaamse bank. De bank is gevestigd aan de Dr. Sophie Redmonstraat.
In Nederland waren tot 2023 wisselkantoren gevestigd onder de naam Suri-Change Money Transfer.

## Geschiedenis Surichange Suriname
De bank werd in 1996 opgericht als Surichange NV en was toen een geldwisselkantoor (Surinaams-Nederlands: cambio). Vanwege de vele overboekingen van Nederland naar Suriname gaf André Telting, de governor van de Centrale Bank van Suriname (CBvS), het advies om het bedrijf om te vormen naar een bank. Voor dit doel werd op 9 september 2005 Surichange Bank NV opgericht. De CBvS verleende de Surichange Bank op 27 oktober 2005 de status van deviezenbank. SVB voert in Suriname meerdere financiële taken uit, waaronder ook zakelijke kredietverlening, hypotheken en autoverzekeringen.
De bank kende van 2005 tot 2015 een gemiddelde groei van 40 procent. Bij de start was het balanstotaal 5 miljoen SRD, in 2015 was dit meer dan 400 miljoen. Eind 2017 had de bank 64 werknemers en bedroeg het balanstotaal 700 miljoen SRD (toen circa 94 miljoen euro). De bank had in 2017 ruim 85% van de overmakingsmarkt van Nederland naar Suriname in handen, onder andere voor familiesteun. Rond 2017 handelde de Surichange Bank jaarlijks bijna 500 miljoen euro aan overboekingen af.
Nadat de vergunningen van Suri-Change Nederland waren ingetrokken, liet Surichange Bank NV in Suriname eind oktober 2023 weten een onafhankelijke bank te zijn en los te staan van de wisselkantoren in Nederland. De Nederlandse wisselkantoren zouden een klant zijn geweest van de Surinaamse vestiging met betrekking tot kleine transacties die aan familieleden in Suriname werden overgemaakt. Enkele maanden eerder zouden deze lopende het onderzoek zijn stopgezet.

## Suri-Change Nederland
In Nederland staat de hoofdvestiging in Rotterdam en waren er negen geldwisselkantoren onder de naam Suri-Change Money Transfer: twee in Rotterdam, zes in Amsterdam en een in Den Haag. De vergunningen werden in 2023 door de De Nederlandsche Bank ingetrokken nadat de eigenaren van de Nederlandse vestigigingen in verband werden gebracht bij het faciliteren van witwassen van crimineel geld.

### Incidenten

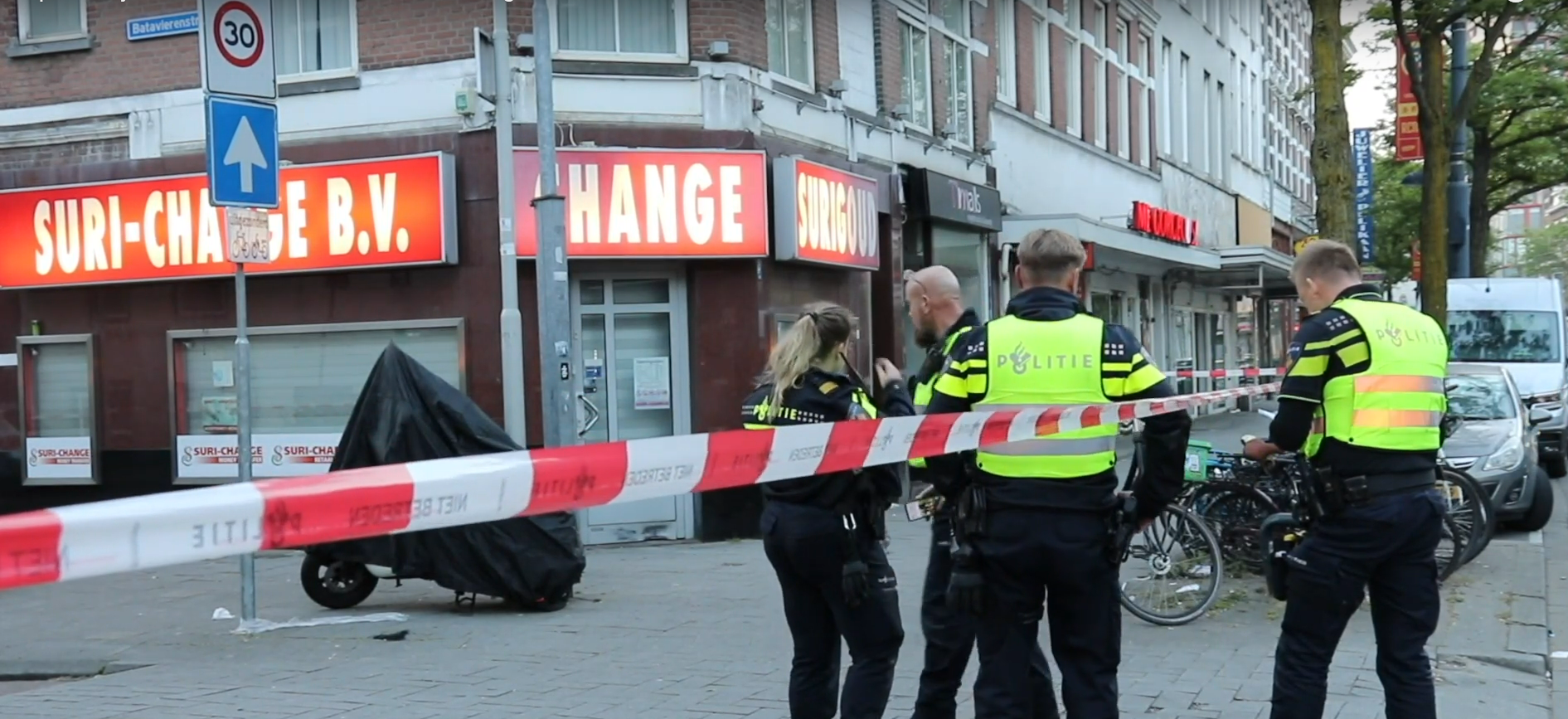
Hoofdvestiging in Rotterdam, mei 2023

In 2019 beëindigde ABN AMRO de bankrekening van Suri-Change in Nederland vanwege risico's op reputatieschade en witwassen. Suri-Change vocht deze beslissing aan bij de rechter. Die oordeelde dat ABN AMRO dit recht heeft.
In januari 2023 werd de vestiging van Suri-Change Money Transfer in Rotterdam-Zuid twee keer beschoten en werd voor het raam een vuurwerkbom tot ontploffing gebracht. Burgemeester Ahmed Aboutaleb sloot de vestiging daarna tijdelijk. Twee maanden later viel de Nederlandse politie bij Suri-Change binnen vanwege de verdenking van wiswassen van geld van Nederlandse criminelen in de cocaïnehandel. Twee maanden later gingen kort na elkaar bommen af bij drie filialen in Amsterdam, en twee dagen later opnieuw een bom. Burgemeester Femke Halsema beval hierop om de drie kantoren een half jaar lang te sluiten. Op 28 mei was er een explosie bij het andere Rotterdamse filiaal aan de West-Kruiskade. Rotterdam sloot vervolgens ook het kantoor daar voor een half jaar. Burgemeester Aboutaleb brengt de vele explosies in Rotterdam in verband met successen tegen drugstransporten in de Rotterdamse haven: "Daar worden nu zoveel drugs in beslag genomen dat drugscriminelen elkaar verwijten gaan maken over waarom een lading is verdwenen" (zie ook drugs in Suriname). Op 29 mei werd ook de vestiging in Den Haag aangevallen, waarna ook dat kantoor een half jaar dicht is gegaan. Die dag werden ook de drie overgebleven filialen in Amsterdam op last van de burgemeester gesloten. Op 31 mei besloot de Surichange Bank om tijdelijk te stoppen met de geldovermakingen. Desondanks ontplofte op 1 juni opnieuw een explosief bij een filiaal van Suri-Change.
In een persbericht van 3 juni 2023 verweerde Suri-Change zich door details vrij te geven uit de rechtszaak, waaronder dat het Openbaar Ministerie beweert dat 900 transacties te laat gemeld zouden zijn in vijf jaar tijd en er in verhouding 250.000 tot 300.000 transacties per jaar worden verricht. Het bedrijf looft een beloning van 20.000 euro uit voor de tip die leidt tot de opsporing van de daders.
De Nederlandsche Bank (DNB) heeft op 18 oktober 2023 de vergunningen van het Rotterdamse geldwisselkantoor Suri-Change ingetrokken. Dat betekent dat het geldwissel- en transactiekantoor zijn activiteiten niet meer mag uitoefenen. 